# 番町地区 (神戸市)

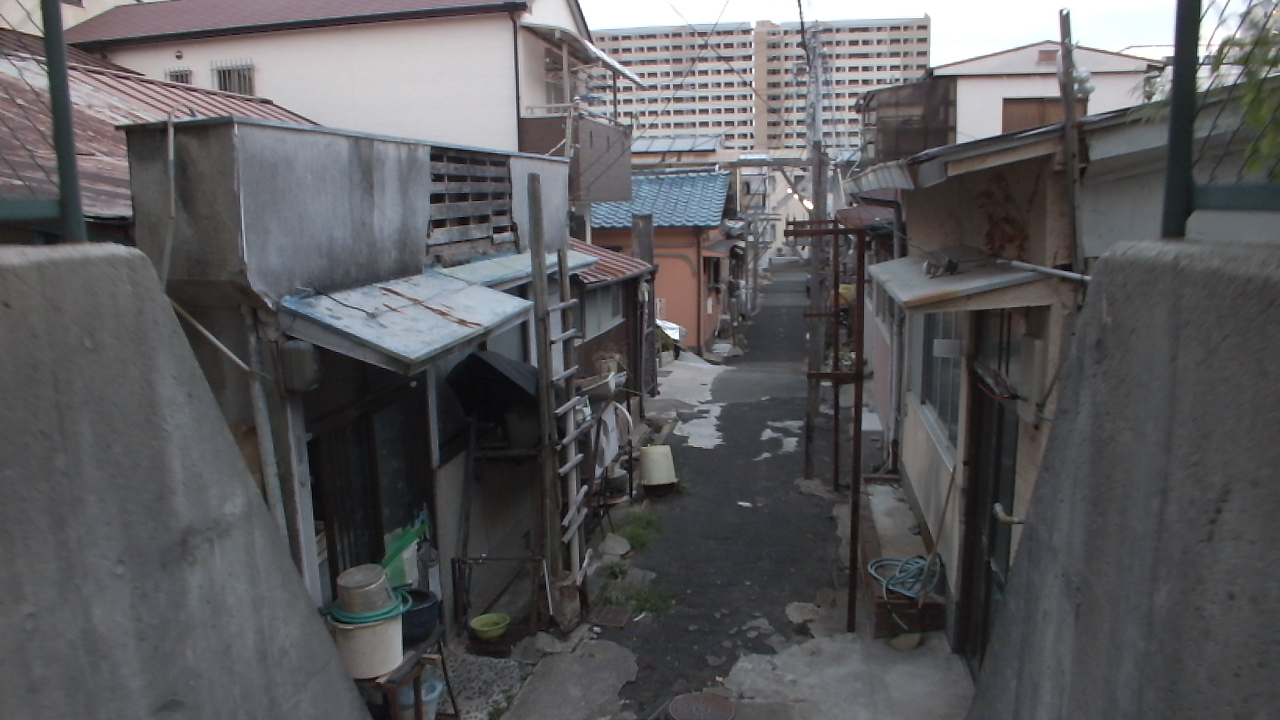
今も昭和の平屋の住宅を多く残す番町地区の街並み（2020年）

番町地区（ばんちょうちく）は、兵庫県神戸市長田区三番町から六番町一帯を指す地区名。特に山手幹線（上沢線）より北に位置する五番町、六番町を限定し指す場合も多い。
東洋一のスラムと言われた日本最大のスラム、葺合村の新川スラムに次ぐ、同市2番目の規模のスラムが存在し、被差別部落でもあったが、神戸市は既に公的には「同和地区」の指定を行っておらず、当地区も同和地区には指定されていない。

## 歴史

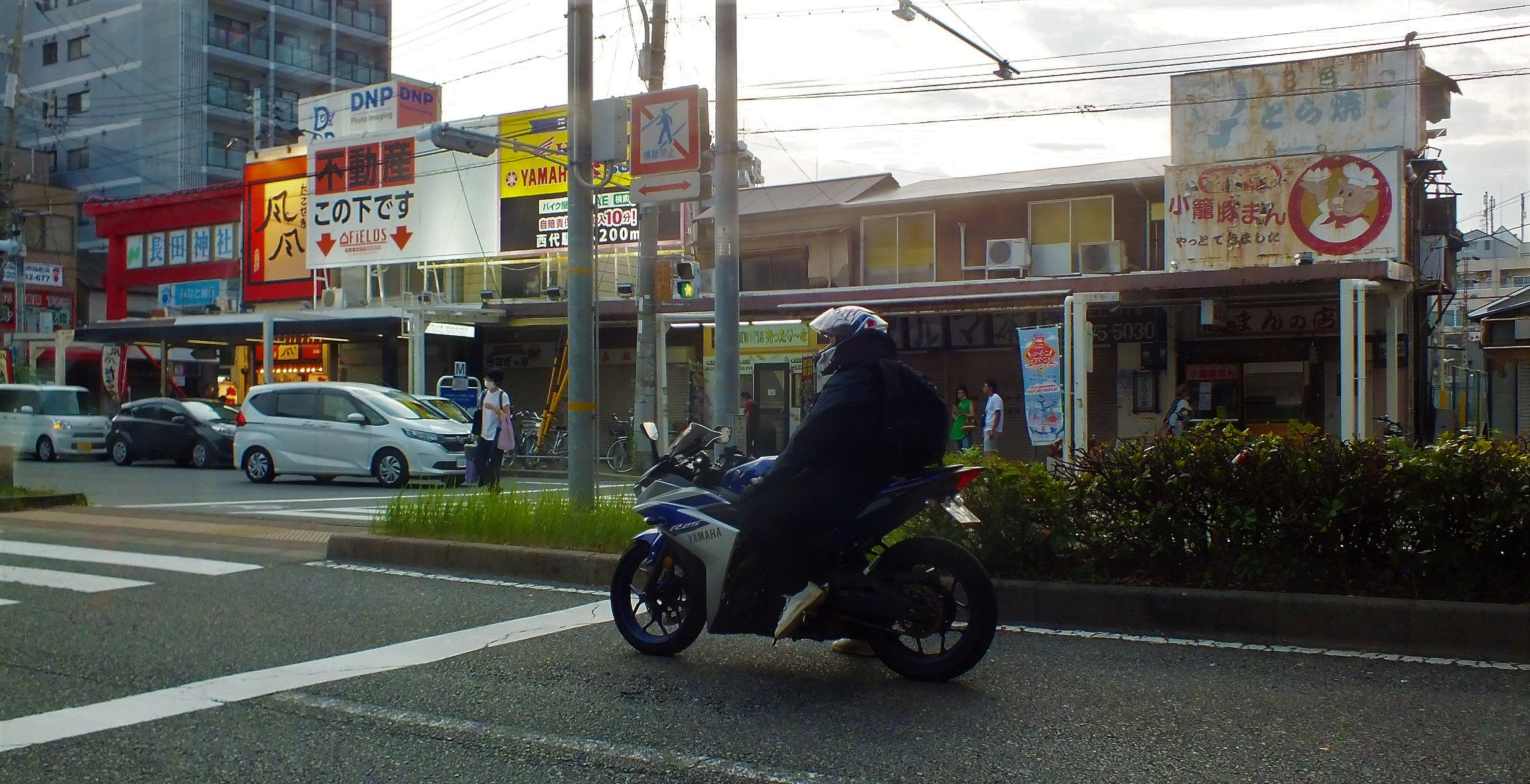
大通りから見る五番町
長田神社商店街鳥居が左端に見える。

江戸時代は長田村に属する皮多村であり、糸木という地名であった。1868年の神戸港開港により、神戸には全国から職を求めて貧民が急増しスラムが散在するようになる。伝染病の流行もあり、兵庫県が行ったスラム対策によって、葺合村の新川地域とともに番町地区周辺には貧民らが多く移り住むようになった。
神戸市内でも葺合村の新川スラムに次ぐ同市2番目のスラムとして知られ、1935年の記録では1,057世帯、5,262人（新川スラムは約15,000人）が居住し、大阪の西成地区に次いで2番目に大きい同和地区と言われることもある。新川地区と同様に山口組関係者も多く、2015年10月8日には長田区五番町2の暴力団事務所で指定暴力団山口組（総本部・神戸市灘区）から分裂した暴力団「神戸山口組」が定例会とみられる会合を開いたことが警察により確認されている。

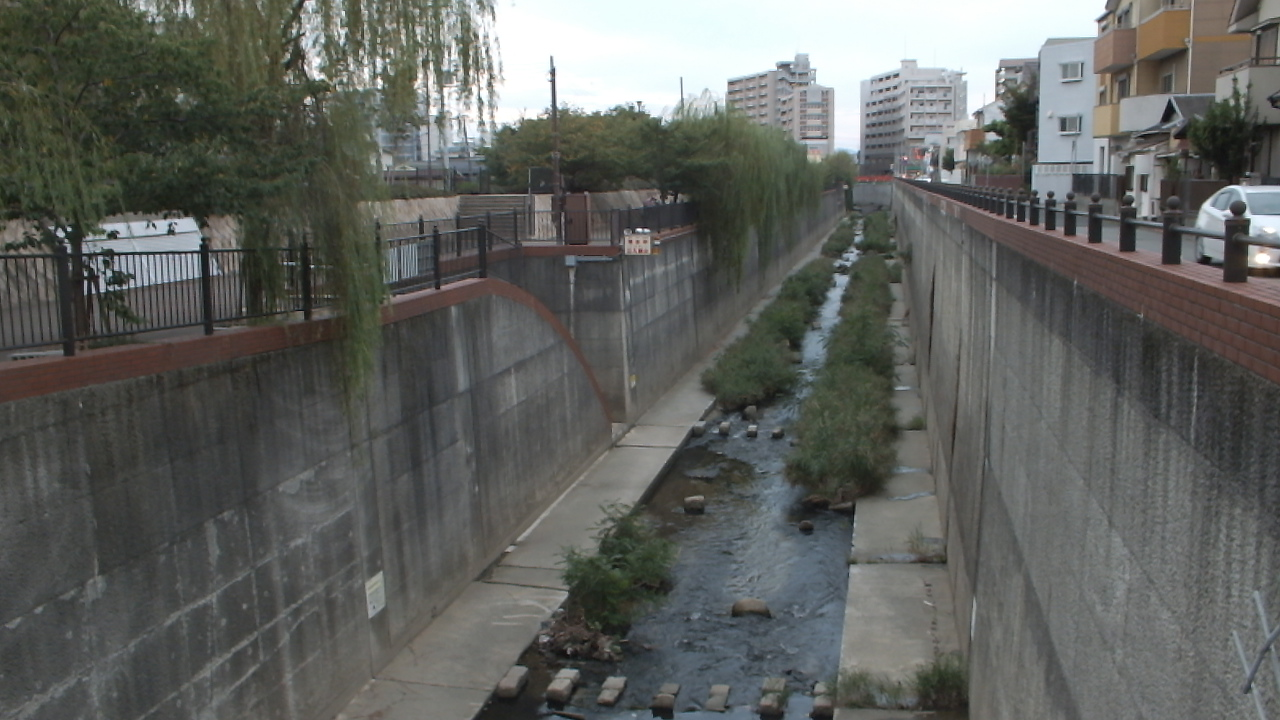
番町地区の住民からは「差別の川」と謳われた新湊川。民間有志によって付け替え工事が計画され、番町地区の北側を東から西へ流れる現在の流路に付け替えられた。

1995年1月17日に発生した阪神・淡路大震災では最も揺れが激しかった地域の一つであった上、老朽化した木造住宅が密集していたことが重なって被害が拡大し、今もその傷跡を残す。同区の被差別部落のすぐ北側には新湊川が流れており、阪神・淡路大震災からの復興を機に水害防止策として、1990年代後半から5か年、総工費約186億円を投じ、川底を2メートル掘り下げ大改修を行った。これに関して、部落解放同盟神戸市連絡協議会の平林照夫事務局長は「明治30年に工場地を水害から守るため、川がねじ曲げられ、部落のすぐ山側を通るよう付け替えられた。川が氾濫すると部落は水浸しになった。共同便所からは汚物があふれ不衛生極まりなかった」と発言。「東から西へ横を向いて流れる川など、神戸の町なかで聞いたことがない」と話す住民もいる。

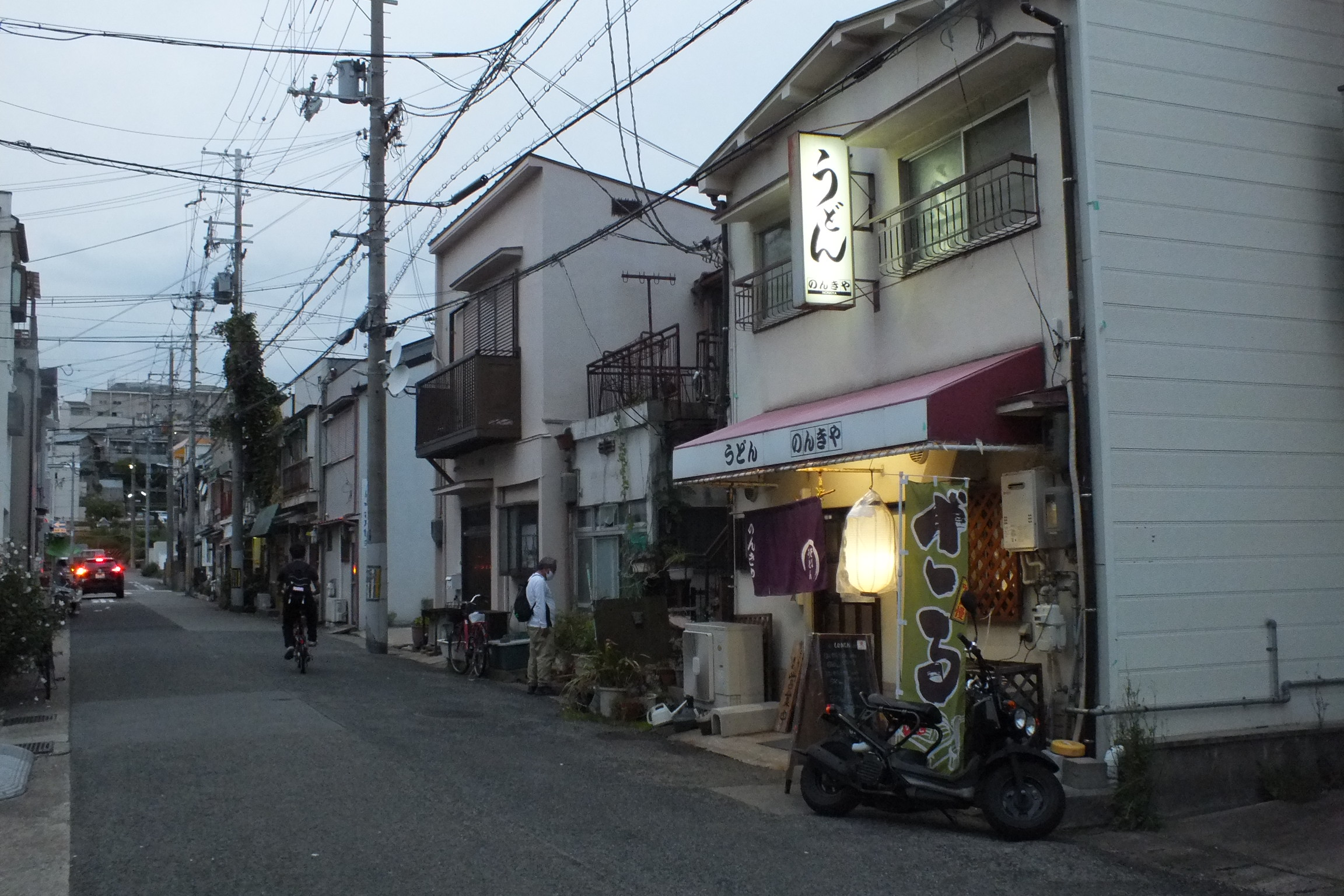
五番町には「ぼっかけうどん」発祥の店が存在する。

神戸市の都市計画専門の大学教授によれば、阪神・淡路大震災で震度7を記録した区域と、神戸・阪神間にある主な被差別部落はほぼ地図上で重なる点について、同和地区の多くが鉄道沿線にあり、線路沿いは騒音やばい煙による火事の心配、盛土などで一般から敬遠されていた点などを挙げ、震災のずっと以前から、地区が自然災害と無縁でなかったことを指摘している。南北に流れていた旧湊川は堤防の高さが6mを超える所もある天井川で、水害で堤防が決壊すると周辺に大被害をもたらした。さらに番町側は対岸に比べて護岸壁の高さが2mから3m低いため、番町地区の住民からは「差別の川」と言われていた。民間有志によって付け替え工事が計画され、番町地区の北側を東から西へ流れる現在の流路に付け替えられた。しかし現在でも新湊川の堤防は番町地区の民家の屋根より高く、増水時には川の水は番町地区へと流れて洪水の危険性がある。

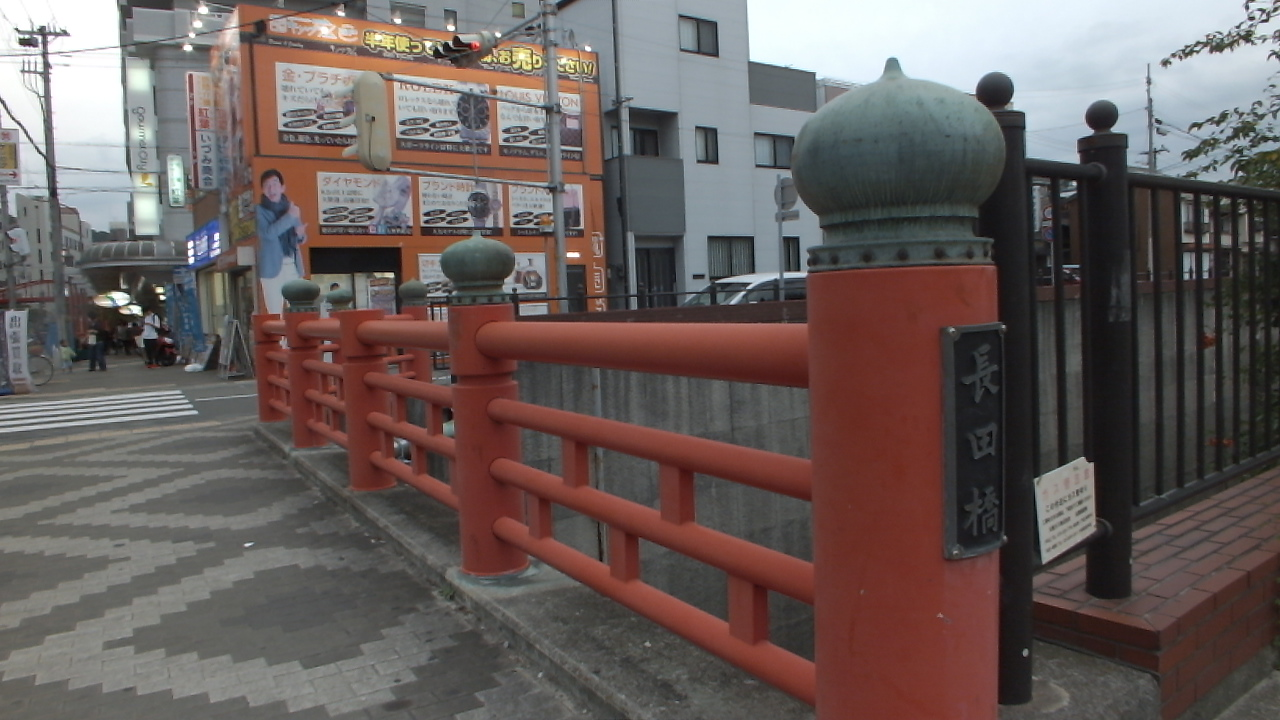
長田神社前商店街と長田橋。ここから南東側一帯が番町地区である。

1996年夏から1997年にかけて部落解放同盟の番町支部は、同区で被災し地区外の仮設住宅へ移った住民の安否確認を兼ねた実態調査を行った。その際の調査で、番町地区の住民には独特の言葉遣いが見られることで被差別部落出身者であることが人に知れ、肩身の狭い思いをしていることが明らかになった。部落解放同盟の番町支部の前身ができたのは1961年で、住民闘争や自動車運転免許取得のため「車友会」などの取り組みが行われた。同盟員の減少や同和対策事業特別措置法（同対法）の期限切れなどにより支部活動は低下し、2020年現在は活動していない。
全日制の兵庫県立兵庫高等学校と校舎を共有する夜間定時制県立高校である兵庫県立湊川高等学校では、兵庫県内で初めて部落問題研究部が創設され、日本の公立学校としては初めて朝鮮語を正規授業科目として採用した。また進級できなかった生徒を集めた「落第生教室」や、校内に侵入し不審者扱いされていた番町地区の青年を受け入れた「校外生教室」が創設された。